# Beverly Bentley
Beverly Bentley (* 26. Februar 1930 in Atlanta, Georgia als Beverly Clair Rentz; † 13. September 2018 in Provincetown, Massachusetts) war eine US-amerikanische Schauspielerin.

## Leben
Ihre Eltern ließen sich scheiden, als sie noch klein war, und sie zog mit ihrer Mutter nach Florida. Sie studierte Schauspiel an der Sarasota High School, musste die Schule aber mit 16 Jahren verlassen, um erneut nach Pensacola zu ziehen.
Später zog sie nach New York City und arbeitete mit dem Entertainer Arthur Godfrey. Der stellte sie immer als Beverly Bentley vor und dies wurde ihr Künstlername. Sie war Moderatorin mehrerer Fernsehspielshows. Sie war als Theaterschauspielerin tätig. Ab 1966 lebte sie in Provincetown in Massachusetts. Ihr Schaffen für Film und Fernsehen umfasst mehr als ein Dutzend Produktionen.
Sie war kurzzeitig mit dem Werbefachmann Alex Mumford verheiratet. Bentley war mit dem Schriftsteller Norman Mailer verheiratet, den sie kurz nach ihrem Broadway-Debüt 1963 kennenlernte. Die beiden heirateten noch im selben Jahr, führten eine turbulente Ehe, entfremdeten sich 1969 und ließen sich 1980 scheiden. Sie hatten zwei Söhne, Stephen und Michael. Obwohl sie professionell mit Mailer an mehreren Filmen arbeitete, neigte er dazu, ihr Schauspiel „gnadenlos kritisch“ zu betrachten.

## Filmographie
- 1949–1959: Arthur Godfrey and His Friends
- 1951–1959: The Bi Payoff
- 1956: Omnibus
- 1957: Ein Gesicht in der Menge
- 1959: Gnadenlose Stadt
- 1960: Scent of Mystery
- 1960: Startime
- 1960: Point of Departure
- 1962: Preston & Preston
- 1968: Wild 90
- 1968: Beyond the Law
- 1970: Maidstone
- 1976: The Woman Rebel
- 1984: C.H.U.D. – Panik in Manhattan
- 1989: Love Speed
- 1996: Painted Sun
- 2008: The Golden Boys